# Томаш Араужу
Томаш Лемос Араужу (порт. Tomás Lemos Araújo, нар. 16 травня, Віла-Нова-де-Фамалікан, Португалія) — португальський футболіст, центральний захисник лісабонської «Бенфіки».

## Ігрова кар'єра

### Клубна
У 2016 році Томаш Араужу приєднався до клубної академії столичної «Бенфіки». Де тривалий час грав за молодіжні команди. У травні 2018 року Араужу підписав з клубом молодіжний контракт до 2021 року.
З 2020 року захисник почав свої виступи у дублюючому складі «Бенфіка Б» у Другому дивізіоні. 2 березня 2021 року футболіст підписав з клубом новий контракт. 15 грудня 2021 року Араужу зіграв свою першу гру в основі «Бенфіки», коли з перших хвилин вийшов на матч Кубка ліги. В чемпіонаті країни захисник зіграв першу гру 27 лютого 2022 року, вийшовши на заміну у матчі проти «Віторії» (Гімарайнш).
Влітку 2022 року для набору ігрової практики Араужу був відправлений в оренду до кінця сезону в клуб «Жил Вісенте». З яким він і дебютував у єврокубках - в матчах Ліги конференцій. Після оренди Араужу повернувся до «Бенфіки» і підписав з клубом новий контракт до 2028 року.
3 жовтня 2023 року Араужу дебютував у матчі групового раунду Ліги чемпіонів, коли вийшов на заміну в матчі проти італійського «Інтера».

### Збірна
У 2019 році у складі юнацької збірної Португалії (U-17) Араужу брав участь у юнацькому чемпіонаті Європи в Ірландії, де його команда дісталася чвертьфіналу.
У 2023 році Араужу грав на молодіжному чемпіонаті Європи в Грузії та Румунії.
У жовтні 2024 року Томаш Араужу отримав перший виклик до національної збірної Португалії на матчі Ліги націй проти команд Польщі та Хорватії.

## Титули
Бенфіка
- Переможець Суперкубка Португалії (1): 2023[12]
- Переможець Юнацької ліги УЄФА (1): 2021/22[13]
- Володар Кубка португальської ліги (1): 2024/25